# جنبش زنان ایران

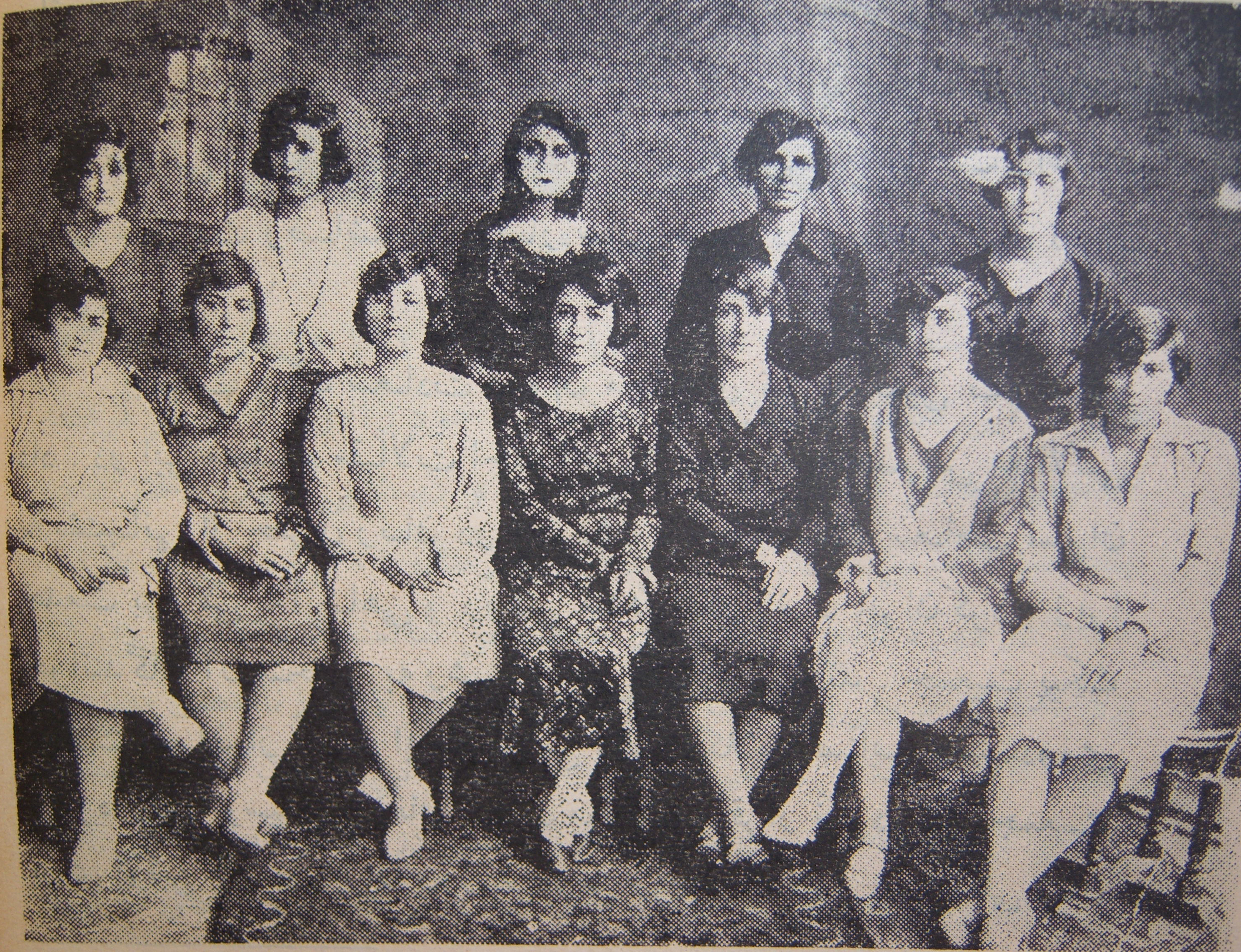
اعضای جمعیت نسوان وطنخواه

جنبش زنان در ایران به جنبش اجتماعی زنان ایرانی در دوره‌های مختلف، برای به دست آوردن حقوق زنان و تلاش آنان برای از بین بردن موقعیت فرودست زنان گفته می‌شود. نمونه این پدیده در سال‌های ۱۲۸۹ تا ۱۳۱۱ دیده می‌شود.
جنبش‌های اجتماعی توسط گروهی ناراضی از وضع موجود شکل می‌گیرد که نظم اجتماعی موجود را به چالش می‌کشند و قصد تغییر یا اصلاح آن را دارند. فعالیت آنان مداوم و پیوسته‌است (برخلاف شورش و کودتا) و در ابتدای کار با مخالفت عمومی روبرو می‌شوند، این مخالفت ممکن است از سوی دولتِ حاکم باشد یا از سوی نهادهای مخالف دیگر. فعالیت‌های جنبش از مقداری سازماندهی و شبه ساختار برخوردار است و همه گروه‌های فعال درک مشترکی از هدف‌ها و ایده‌آل‌های جنبش دارند. علاوه بر مخالفت‌های سنت‌گرایان، دولت‌مردان ایرانی در تمام دوره‌های تاریخی نیز همانند بسیاری از کشورهای جهان سوم همواره این جنبش‌ها را صرف نظر از انگیزه آنها، خطری علیه حکومت و قدرت خویش تلقی می‌کردند.
از زمان انقلاب ۱۳۵۷، فمینیسم در دید نظام حاکم بر ایران برابر با «بی‌عفتی» در نظر گرفته می‌شود. اما سیاست‌های جمهوری اسلامی منجر به آگاهی جنسیتی در میان مردم ایران شده‌است. حقوق زنان در ایران با انطباق این کشور با ارزش‌های مدرن در اواخر قرن نوزده و اوایل قرن بیست دستخوش تغییراتی شد و رو به بهبود نهاد. در طول قرن بیستم، جنبش‌های سکولار، لیبرال، ناسیونالیست و چپ‌گرا معمولاً حقوق زنان را به عنوان بخشی از دغدغه‌های خود مطرح می‌کردند، اما واکنشی که بنیادگران از خود نشان دادند تا به امروز مانع اصلی بر سر بهبود حقوق زنان در ایران است.

## سال‌های ۱۲۸۹ تا ۱۳۲۰
در دوره جنبش مشروطه انجمن‌های سری و نیمه‌سری زیادی در ایران به وجود آمدند. در این دوران انجمن‌های زنان نیز به‌طور مخفیانه شکل گرفتند که در جنبش مشروطه شرکت می‌کردند و بعدها، در سالهای پس از تشکیل مجلس و جنگ جهانی دوم سازمان‌هایی تأسیس شدند که به حقوق زنان می‌پرداختند.
از فعالیت‌های حقوقی زنان در سال‌های مشروطیت اطلاعات زیادی در دست نیست زیرا در آن دوره هم فعالیت سازمان‌های زنان آمیخته به مبارزات ملی‌گرایانه بود و هم بیشتر انجمن‌ها مخفیانه عمل می‌کردند. اما آزادی بیان نسبی و فضای سیاسی ایران در سال‌های پس از جنگ و تغییرات بین‌المللی در حقوق زنان (جنبش‌های حق رای زنان در آمریکا و انگلستان، پیروزی کمونیست‌ها در شوروی و مواضع مارکس و لنین دربارهٔ زنان، جنبش‌های زنان در مصر و سایر کشورهای خاورمیانه) را می‌توان از عوامل فعالیت‌های فمینیستی در سال‌های بعد دانست.
در سال‌های بعد از انقلاب مشروطه و جنگ جهانی اول انجمن‌های مستقل و فمینیستی با هدف حقوق زنان به‌طور مستقل تأسیس شدند که بیشتر به تأسیس مدرسه‌های دخترانه و انتشار نشریه‌های زنان می‌پرداختند. در سال ۱۲۸۹ نخستین نشریه زنان منتشر شد و در سال ۱۳۱۱ آخرین سازمان مستقل زنان منحل گشت. این سازمان‌ها و انجمن‌ها توسط فعالان حقوق زنان که بیشتر از طبقه متوسط رو به بالای تهران و شهرهای بزرگ (مانند تبریز، اصفهان، رشت و شیراز) بودند و اغلب در زمان خود تحصیل‌کرده محسوب می‌شدند تأسیس شدند. همه این سازمان‌ها در دهه ۱۳۰۰ تعطیل شدند که آخرین آن‌ها در سال ۱۳۱۱ به دلایل نامشخصی بسته شد.
از میان سازمان‌های زنان می‌توان به انجمن حریت نسوان، مجمع انقلابی نسوان، جمعیت پیک سعادت نسوان، جمعیت نسوان وطنخواه اشاره کرد
از میان نشریات این دوره می‌توان به دانش (سردبیر: خانم دکتر کحال)، شکوفه (مریم عمید)، زبان زنان (صدیقه دولت‌آبادی)، پیک سعادت نسوان (روشنک نوعدوست)، نامه بانوان (شهناز آزاد)، عالم نسوان (ارگان فارغ‌التحصیلان عالی مدرسه دخترانه آمریکایی)، جهان زنان (فخرآفاق پارسا)، پیک سعادت نسوان، نسوان وطنخواه (محترم اسکندری)، دختران ایران (زندخت شیرازی) اشاره کرد. این نشریه‌ها در دوره بسته شدن نشریات مستقل و منتقد در سلطنت رضا شاه تعطیل شدند.
از مدرسه سازان می‌توان به صدیقه دولت‌آبادی، شمس‌الملوک جواهر کلام، بی‌بی وزیرف، طوبی آزموده، درةالمعالی، ماهرخ گوهرشناس، صفیه یزدی، بی‌بی خانم استرآبادی و روشنک نوعدوست اشاره کرد که برای تأسیس و حفظ مدرسه‌های دخترانه خود با مخالفت‌های بسیاری از سوی سنت‌گرایان مواجه بودندو به همین دلیل تأسیس مدرسه دخترانه کاری انقلابی بود.
پس از این دوره سازمان‌های زنان مستقل حذف شده و سازمان‌هایی وابسته به دولت یا حزب‌های سیاسی تشکیل شدند مانند کانون بانوان که انجمنی بسیار میانه‌رو و خیریه زیر نظر رضا شاه بود، سازمان زنان ایران زیر نظر محمدرضا شاه، تشکیلات زنان ایران در حزب توده با نشریه بیداری ما. در دهه ۱۳۲۰ خورشیدی سازمان‌های سکولاری هم‌چون انجمن باهماد آزادگان، خواستار حقوق بیشتری، از جمله «کشف حجاب و حق طلاق» برای زنان ایرانی بودند.
سال‌های ۱۳۲۰ تا ۱۳۳۱ را می‌توان سال‌های تجدید حیات محدود و کنترل شده جنبش زنان دانست که سازمان‌های مستقل‌تر اما پراکنده‌ای همچون حزب زنان و جمعیت زنان (با روزنامه زن امروز) تشکیل شدند. این سازمان‌ها بر خلاف دهه ۱۳۰۰ چندان همگرا نبودند. اشاره مختصری به هماهنگی فعالیت‌های حزب زنان و جمعیت زنان در سال ۱۳۲۲ شده‌است و در سال ۱۳۳۱ بیانیه‌ای از «ائتلاف سازمان‌های زنان» برای تقاضای حقوق سیاسی و اقتصادی دیده می‌شود. این تجدید حیات محدود در سال‌های حکومت محمدرضاشاه از بین رفت و تمام فعالیت‌های حقوقی زنان در کنترل دولت قرار گرفت و از دهه ۱۳۳۰ متمرکزسازی شد و در نهایت تحت سازمان زنان ایران درآمد و از حالت جنبش اجتماعی خارج شد.

## سال‌های ۱۳۲۰ تا ۱۳۳۲
پس از برکناری رضا شاه در سال ۱۳۲۰، حقوق زنان، و به خصوص ظاهر و لباس زنان به منشأ عمده‌ای برای مجادله بین نیروهای محافظه کار و مدرنیست تبدیل شد. واکنش اصلی به حقوق زنان از طبقه محافظه کار روحانیت و سازمان بنیادگرای تازه شکل گرفته فداییان اسلام بود که خواهان بازگشتن به حجاب در عموم و تلاش برای سد کردن تلاش گروه‌های چپگرا و عناصر ملی‌گرای لیبرال در جبهه ملی برای حق رای زنان بود. از سوی دیگر، کهنه کاران جنبش مستقل حقوق زنان از دوره پیشین و نیز گروه‌های چپگرای تازه آزاد شده شروع به انتشار روزنامه‌های متعدد و سازمان دادن شماری از سازمان‌ها و انجمن‌های خیریه و حرفه ای متنوع کردند. این گروه‌ها مشابه اسلاف خود نسبت به تحصیل و سوادآموزی زنان، نابرابری‌های قانونی و حق رای ابراز نگرانی کردند. حزب زنان ایران، که گروهی فعالتر بود در سال ۱۹۴۲ توسط صفیه فیروز و با حضور فاطمه سیاح به عنوان دبیر خود و ویراستار ارگانش زنان ایران تأسیس شد. هدف این حزب ترویج تحصیل، جایگاه اجتماعی و آگاهی زنان بود. در سال ۱۹۴۴، وقتی که مسئله اصلاحات انتخاباتی در مجلس مورد بحث قرار گرفت این حزب برای حق رای زنان لابیگری کرد. در سال ۱۹۴۶، در دوره رهبری سیاح، این حزب به صورت شورای زنان ایران درآمد تا زنان دارای دیدگاه‌های سیاسی متفاوت را به خود جذب کند.

## سال‌های ۱۳۳۲ تا ۱۳۵۷
از کودتای ۱۳۳۲ تا انقلاب سفید ۱۹۶۳
این دوره شاهد ادامه فعالیت‌های شماری از سازمان‌های رفاه زنان و انجمن‌های حرفه ای و مجلات بود. همچنین سازمان‌های جدیدی چون جمعیت راه نو که در سال ۱۹۵۵ توسط مهرانگیز دولتشاهی، که بعدها در میانه دهه ۱۹۷۰ اولین سفیر زن شد، تأسیس شد نیز فعال بودند. مشارکت اصلی این جمعیت شرکت کردن فعال آن در پیش نویسی قانون حفاظت از خانواده ۱۹۶۷ و نیز فراهم آوری برخی خدمات رفاهی و تحصیلی برای زنان در گروه‌های پایین درآمدی بود. در سال ۱۹۵۶ این جمعیت همراه با انجمن زنان حقوقدان که توسط مهرانگیز منوچهریان تأسیس شده بود، و جمعیت زنان طرفدار حقوق بشر، که توسط بدرالملوک بامداد تأسیس شده بود، کمپینی را برای حق رای زنان به راه انداختند.

## پس از انقلاب ۱۳۵۷
پس از انقلاب ۱۳۵۷ ایران وضعیت زنان تعییر کرد و برخی از حقوقی که زنان در دوره شاه به دست آورده بودند لغو شد مانند قانون خانواده و حق سقط جنین، و اختیار در حجاب.
مدت کوتاهی پس از انقلاب شایعه اجباری شدن حجاب شنیده شد ولی این شایعه از سوی حکومت تکذیب شد تا اینکه بالاخره در اسفند ۱۳۵۷ رسماً ابلاغ شد. گروه‌های مختلف زنان در تظاهرات ۱۷ اسفند ۱۳۵۷ علیه اجباری شدن حجاب تجمعی چند روزه داشتند. این تجمع نه برای به دست آوردن حقوق بیشتر بلکه برای حفظ حقوق موجود بود. این اعتراض‌ها با مخالفت حکومت روبه‌رو شد و حتی گروه‌های سیاسی چپ و راست نیز آن را نادیده گرفتند و غیرضروری شمردند.
در دهه‌های بعد جنبش زنان ایران شکل منظم‌تری به خود گرفت. از کارزارهای فعال این دوره می‌توان تشکیل هم‌اندیشی زنان، کمپین یک میلیون امضاء، کمپین قانون بی‌سنگسار را نام برد.

### نظریه‌پردازی دیاسپورا و مینو معلم
مینو معلم (استاد مطالعات جنسیت در دانشگاه کالیفرنیا، برکلی) از چهره‌های شاخص فمینیسم فراملی ایرانی است که با پیوند دادن مطالعات مهاجرت، فرهنگ مادی و ملی‌گرایی دینی، چشم‌اندازی تازه برای تحلیل جنبش زنان گشوده است.  
در کتاب Between Warrior Brother and Veiled Sister (میان برادر جنگجو و خواهر محجبه) (۲۰۰۵/‏۱۳۸۴) او نشان می‌دهد چگونه ملی‌گرایی اسلامی و پدرسالاری مدرن به مهار سوژهٔ زن در ایران می‌انجامد.  پروژهٔ دیجیتال او Nation‑on‑the‑Move (۲۰۰۷) با بهره‌گیری از فرش ایرانی به‌عنوان «کالای فراملی»، کار خلاقانهٔ زنان را از کارگاه‌های محلی تا گردش سرمایهٔ جهانی ردگیری می‌کند.  معلم در پنل «زن، زندگی، آزادی» (۱۴۰۲) با تأکید بر نقش دیاسپورا در بازتولید روایت‌های جنبش، مفهوم «تراکنش معکوس» را مطرح کرد؛ بدین معنا که این‌بار گفتمان رهایی‌بخش از حاشیه‌های قومی و مهاجران به مرکز سیاسی بازمی‌گردد.

### مطالعات زنان
در خرداد ۱۳۹۱ خورشیدی، غلام‌علی حداد عادل، رئیس «شورای تخصصی تحول و ارتقای علوم انسانی»، گفت که: «رشته مطالعات زنان به آن صورتی که در دانشگاه‌های دنیا تدریس می‌شود، در تعارض جدی با اسلام قرار دارد، به همین دلیل این شورا تصمیم گرفته‌است تا دربارهٔ آن تجدیدنظر اساسی صورت بگیرد». هم‌چنین رشته «مطالعات زنان» با تصویب شورای عالی انقلاب فرهنگی به رشته «مطالعات خانواده و حقوق زن در اسلام» تغییر نام پیدا کرد.